# Dicastério para o Diálogo Inter-Religioso

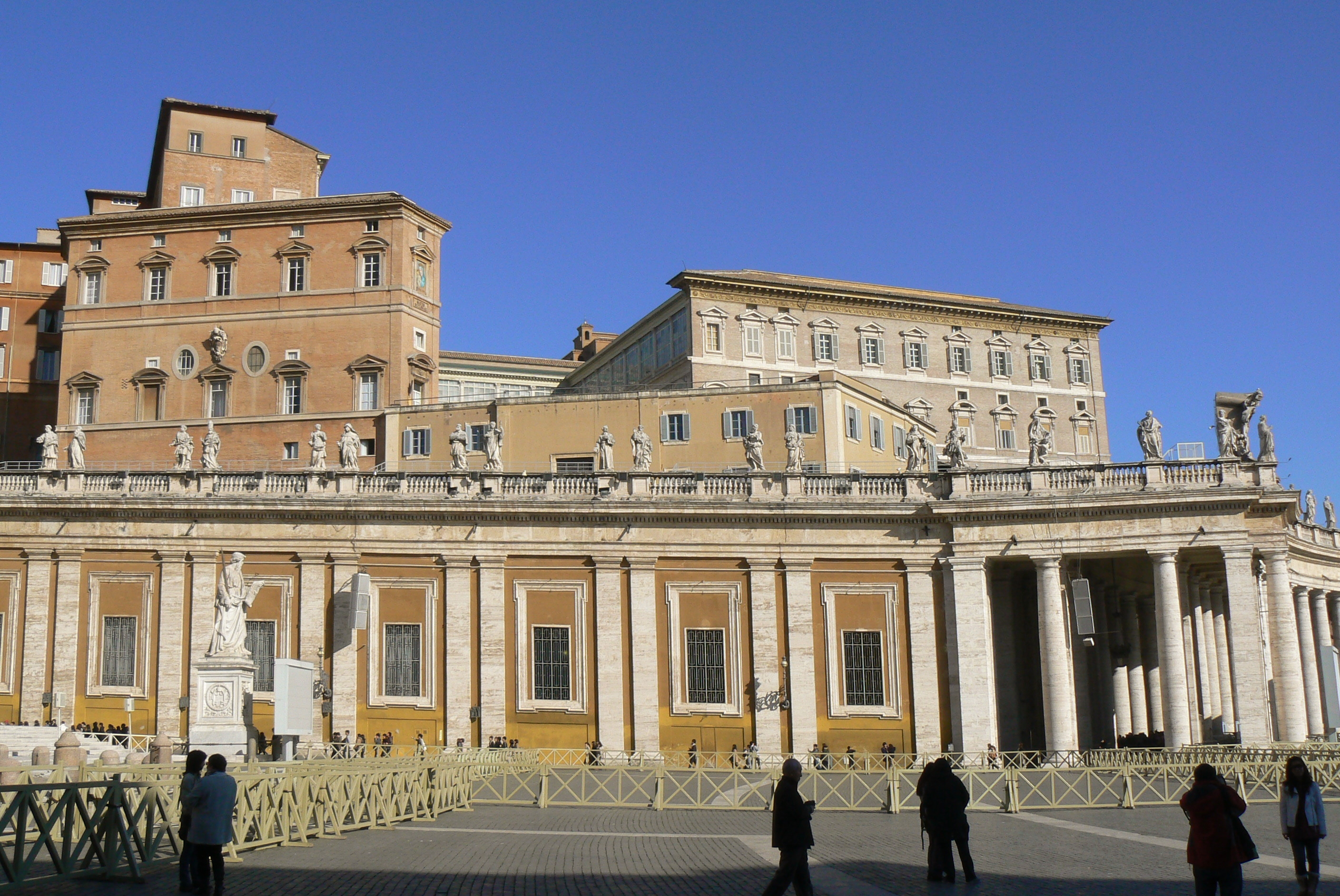
Pontifício Conselho para o Diálogo Inter-Religioso que a princípio fora conhecido como secretaria para os não cristãos.

O Dicastério para o Diálogo Inter-Religioso (Dicasterium pro Dialogo Inter Religiones) é um dicastério da Cúria Romana. No domingo da solenidade litúrgica de Pentecoste de 1964, o Papa Paulo VI instituiu um dicastério especial na Cúria Romana para relação com pessoas de outras religiões. Conhecido inicialmente com o nome de Secretariado para os não cristãos, em 1988 teve seu nome mudado e elevado a categoria de Pontifício Conselho.
Com a promulgação da Constituição apostólica Praedicate Evangelium, do Papa Francisco, deixa de ser um Pontifício Conselho e passa a dotar o nome atual.
O Dicastério para o Diálogo Inter-Religioso tem como finalidade a promoção do diálogo com outras religiões, em adesão ao espírito do Concílio Vaticano II, em particular na declaração Nostra Aetate.
A partir desta declaração que está no cerne deste dicastério, foram colocadas as seguintes diretrizes:
promover a mútua compreensão, o respeito e a colaboração entre os católicos e os seguidores das outras tradições religiosas; encorajar o estudo das religiões; 
promover a formação de pessoas dedicadas ao diálogo.

## Islâmicos
Em  28 de setembro de 2007, o Conselho publicou a mensagem anual para todos os muçulmanos em razão do final do Ramadã que vai subscrita pelo Cardeal Jean-Louis Tauran e pelo arcebispo Luigi Celata, respectivamente presidente e secretário e que versa sobre o tema: "Cristãos e muçulmanos: chamados a promover uma cultura de paz."

## Presidentes
|             | Nome                                        | Período     | Notas       |
| Presidentes | Presidentes                                 | Presidentes | Presidentes |
| ----------- | ------------------------------------------- | ----------- | ----------- |
| 9º          | George Jacob Cardeal Koovakad               | 2025-       | Atual       |
| 8º          | Miguel Ángel Ayuso Cardeal Guixot, M.C.C.I. | 2019-2024   | Faleceu     |
| 7º          | Jean-Louis Pierre Cardeal Tauran            | 2007-2018   | Faleceu     |
| 6º          | Paul Joseph Jean Cardeal Poupard            | 2006-2007   |             |
| 5º          | Michael Louis Cardeal Fitzgerald, M. Afr.   | 2002-2006   |             |
| 4º          | Francis Cardeal Arinze                      | 1984-2002   |             |
| 3º          | Jean Jadot                                  | 1980-1984   |             |
| 2º          | Sergio Cardeal Pignedoli                    | 1973-1980   |             |
| 1º          | Paolo Cardeal Marella                       | 1964-1973   |             |